# 第六天榊神社
第六天榊神社（だいろくてんさかきじんじゃ）は、東京都台東区蔵前に鎮座する神社。登記上の宗教法人名称は榊神社（さかきじんじゃ）。旧称を基に第六天神社（だいろくてんじんじゃ）ともいう。

## 概要
景行天皇の時代、日本武尊が東夷征伐の折に創祀したという。古くから「第六天神宮」と呼ばれてきたが、明治6年（1873年）に社号を「榊神社」へ改称した。昭和3年（1928年）、東京高等工業学校（前身は東京職工学校、現：東京工業大学）の跡地に遷座（移転）し現在に至る（詳細は後述）。
当社は「下町八福神の神社めぐりコース（巡礼札所）」のうちの一社に入っている。

## 祭神
- 主祭神：榊皇大神（第六天榊大神/天神第六代坐榊皇大御神）
  - 面足尊
  - 惶根尊

## 境内
境内の南側（拝殿正面）および西側に鳥居（計2つ）があり、南側の鳥居横には社号標も設置されている。また南側の鳥居から入って、拝殿の手前右側は手水舎となっている。さらに境内には以下の境内社が鎮座している他、神楽殿や宝物庫、井戸（現在は飲用不可）などが存在する。

### 境内社

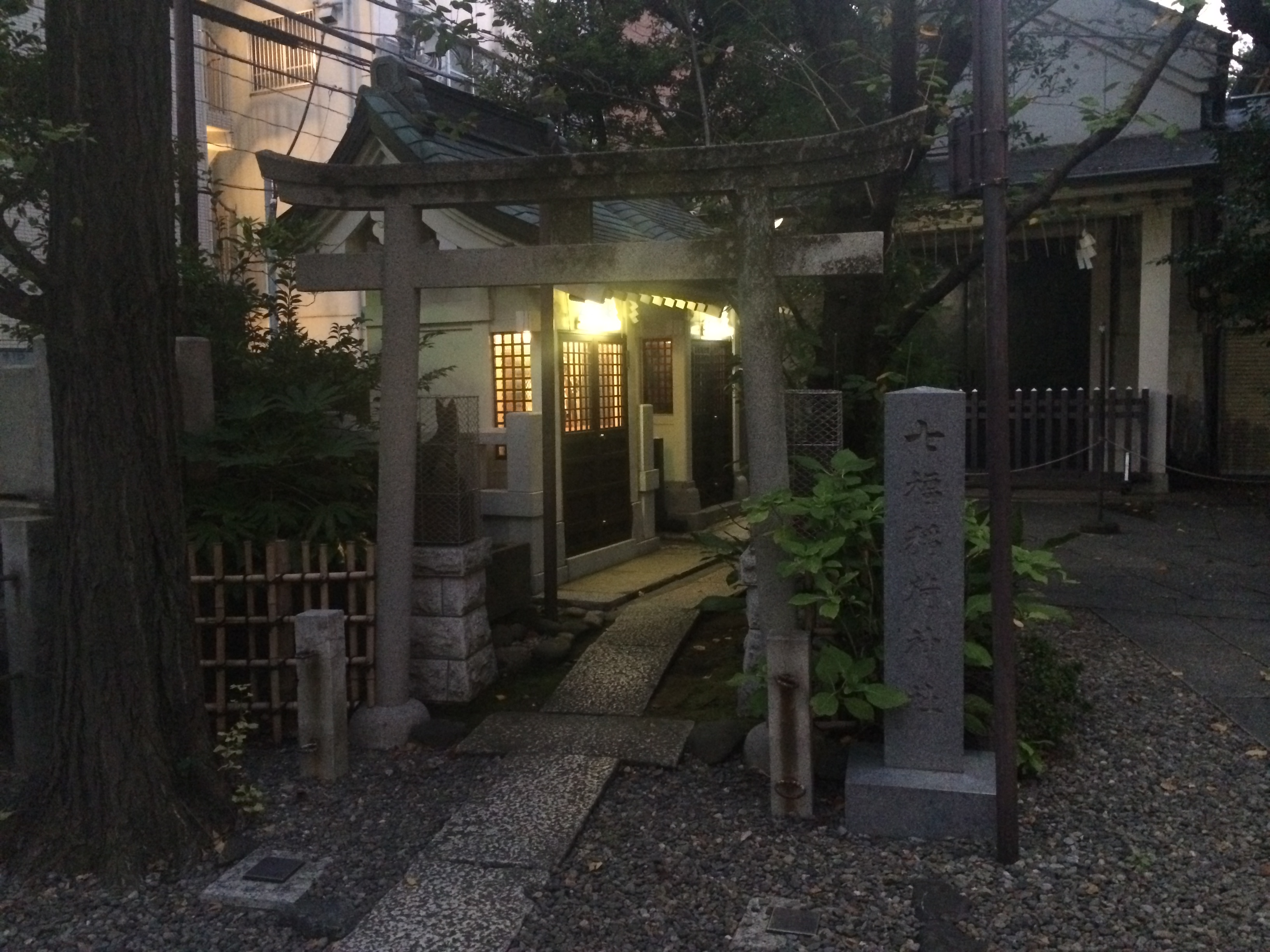
七福稲荷神社
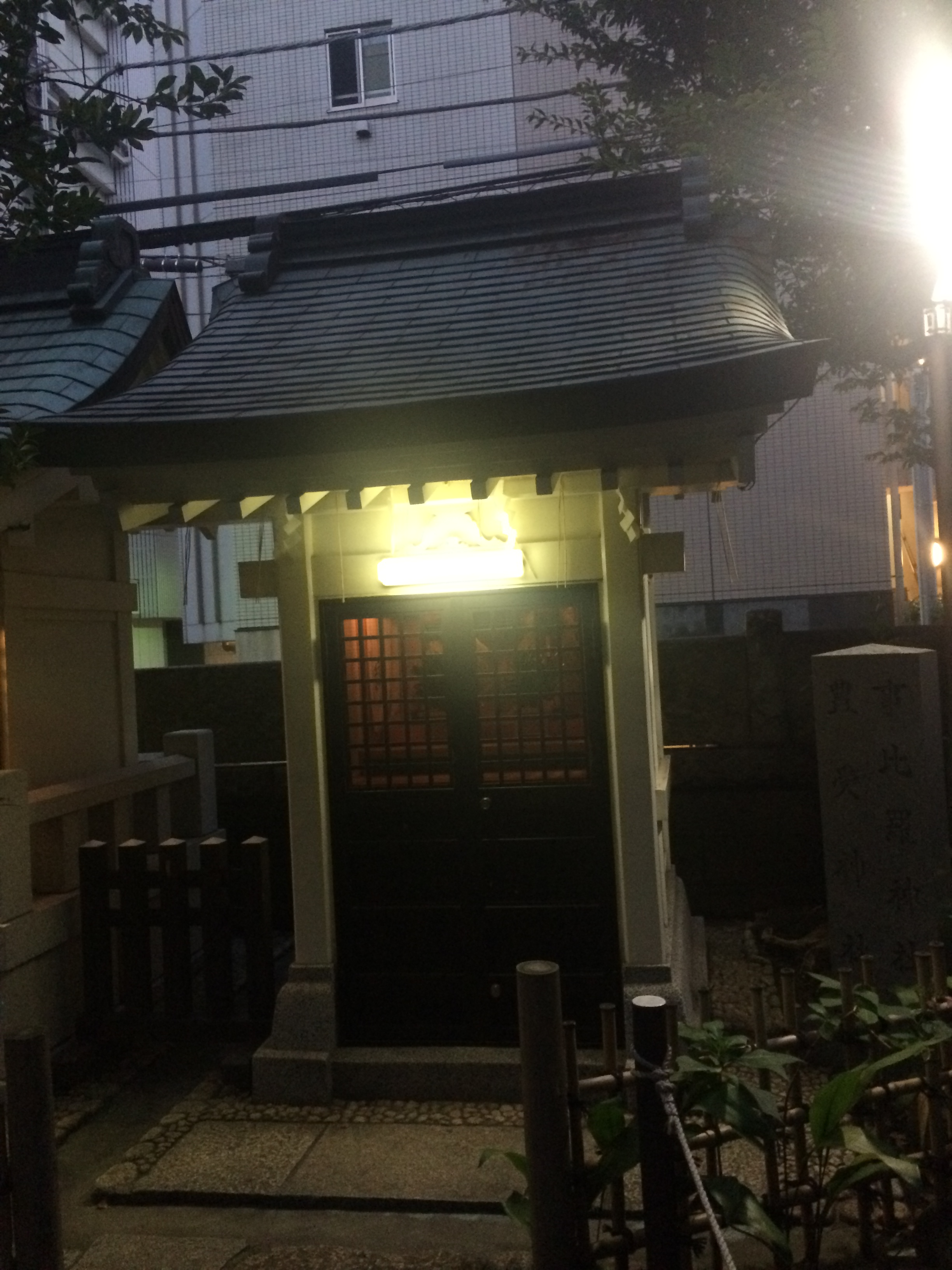
事比羅神社・豊受神社
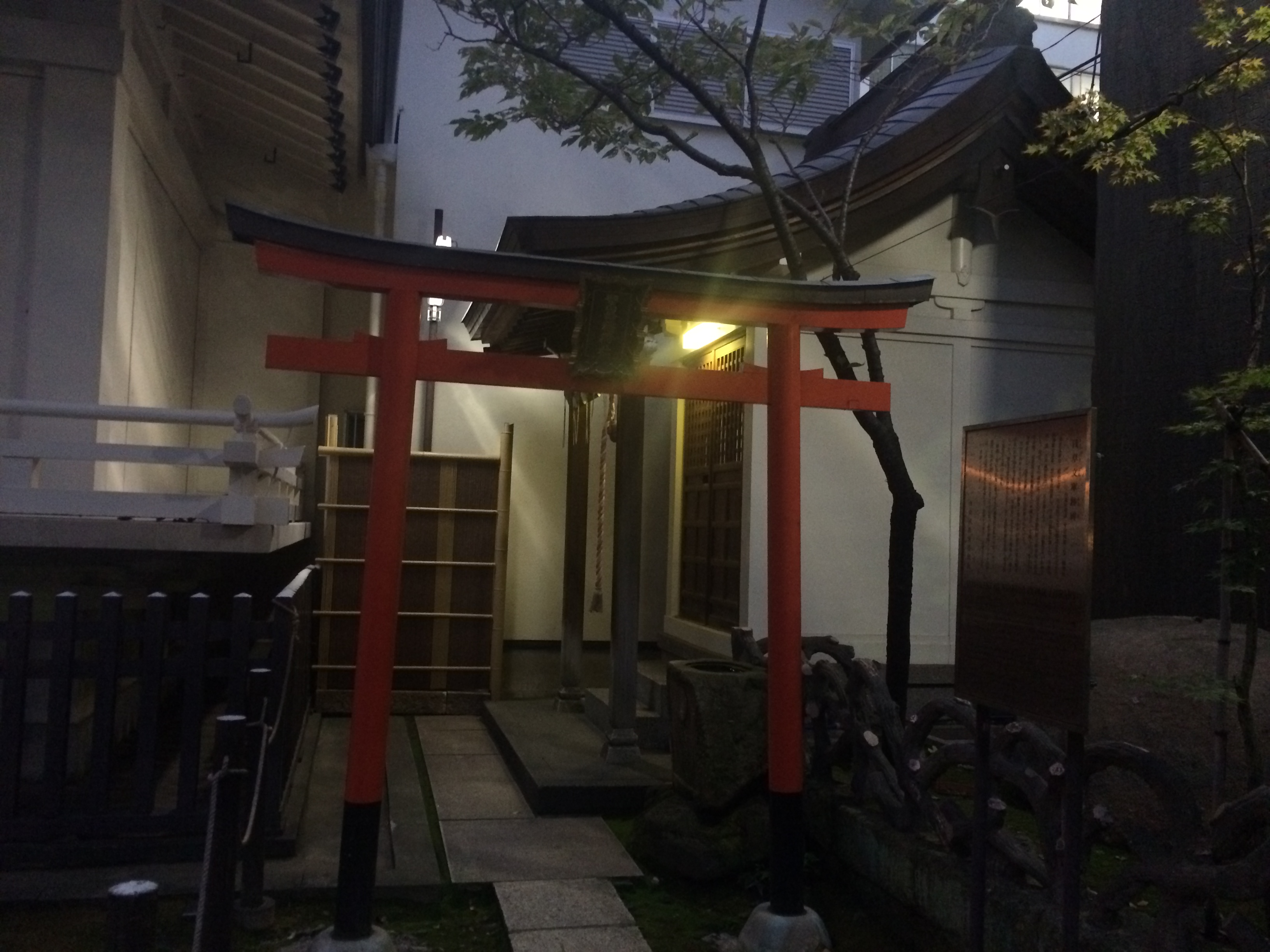
繁盛稲荷社

### ギャラリー

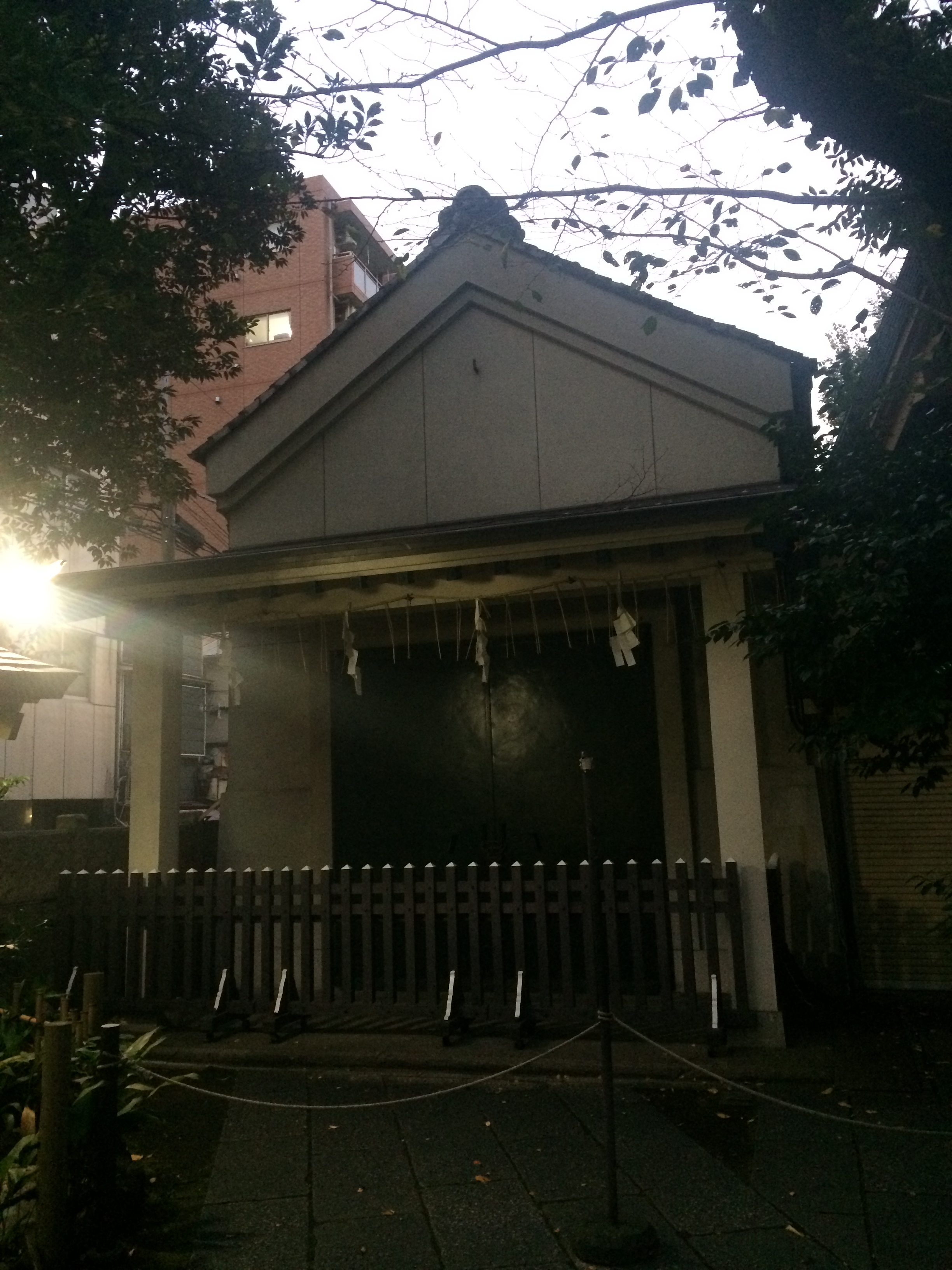
宝物庫
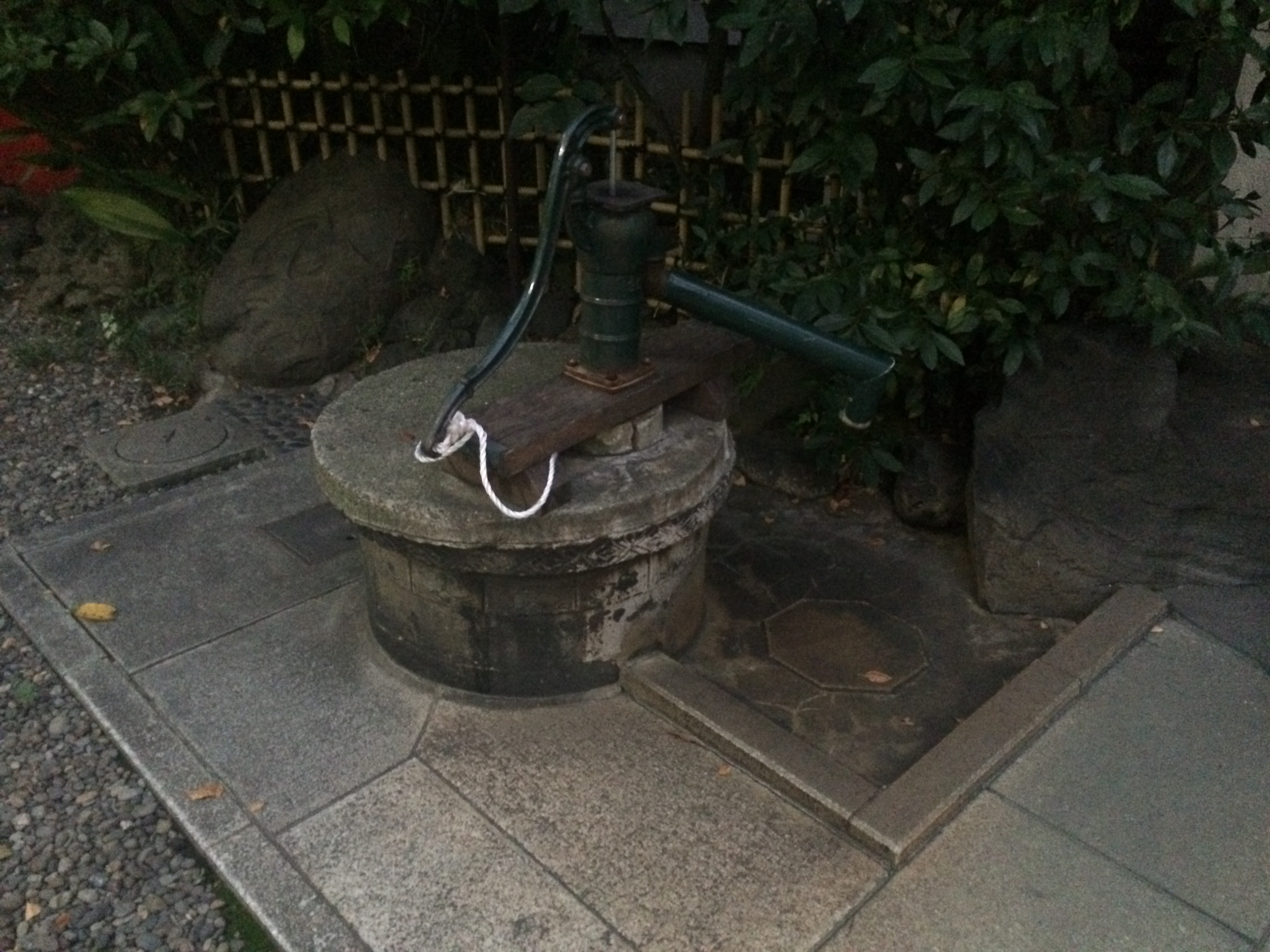
井戸

鳥居・社号標・手水舎

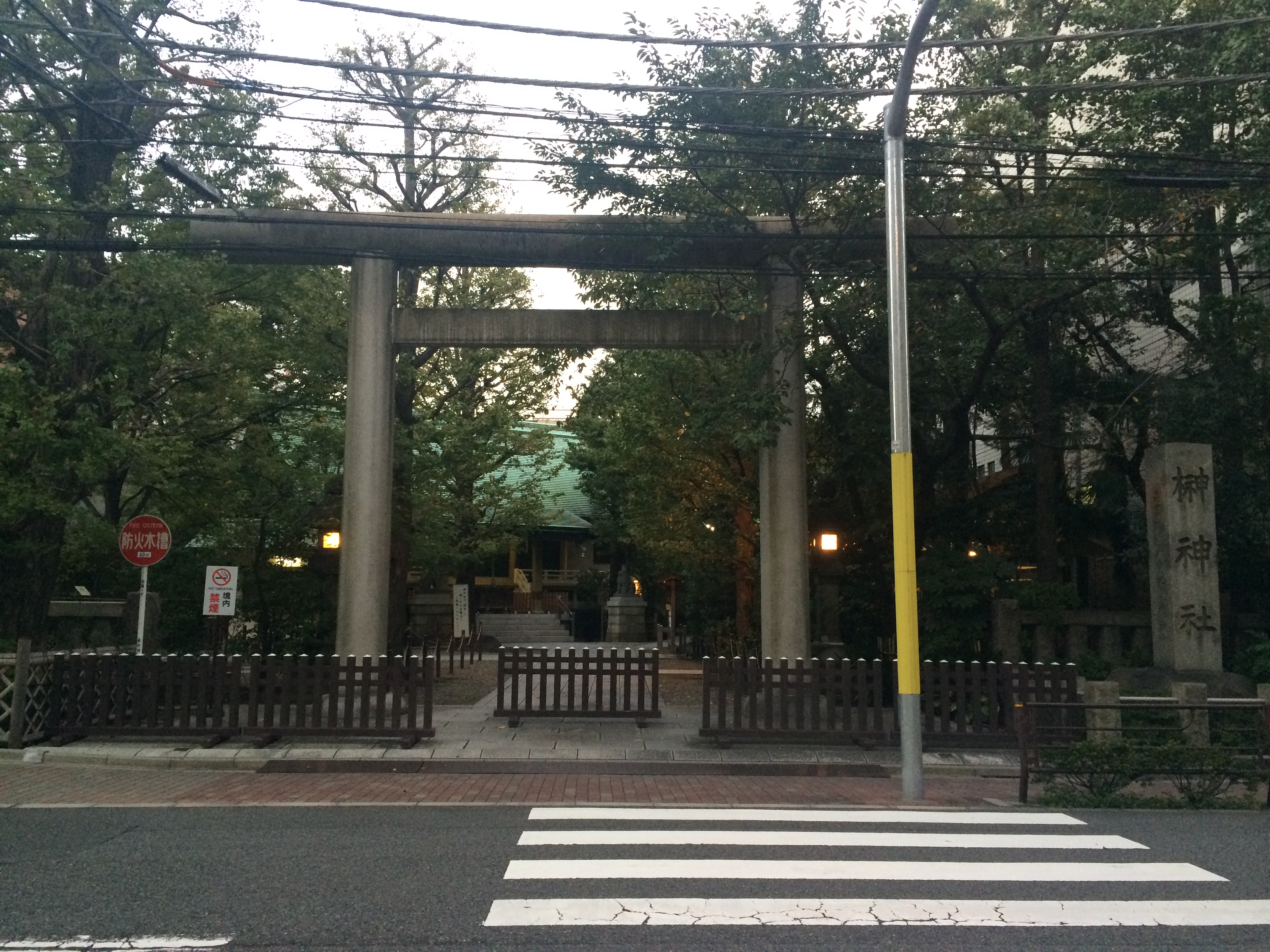
正面（南側）鳥居
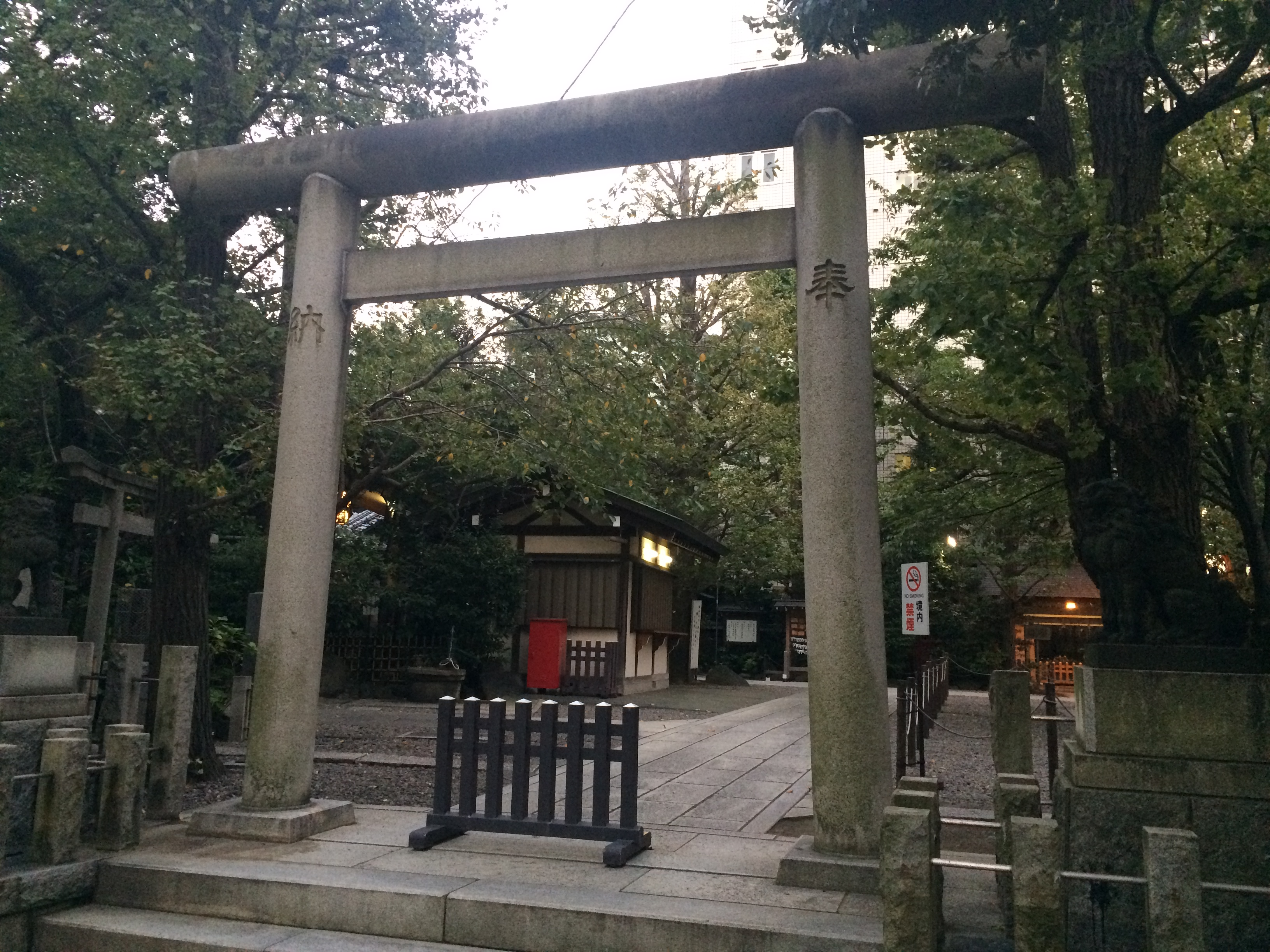
西側鳥居
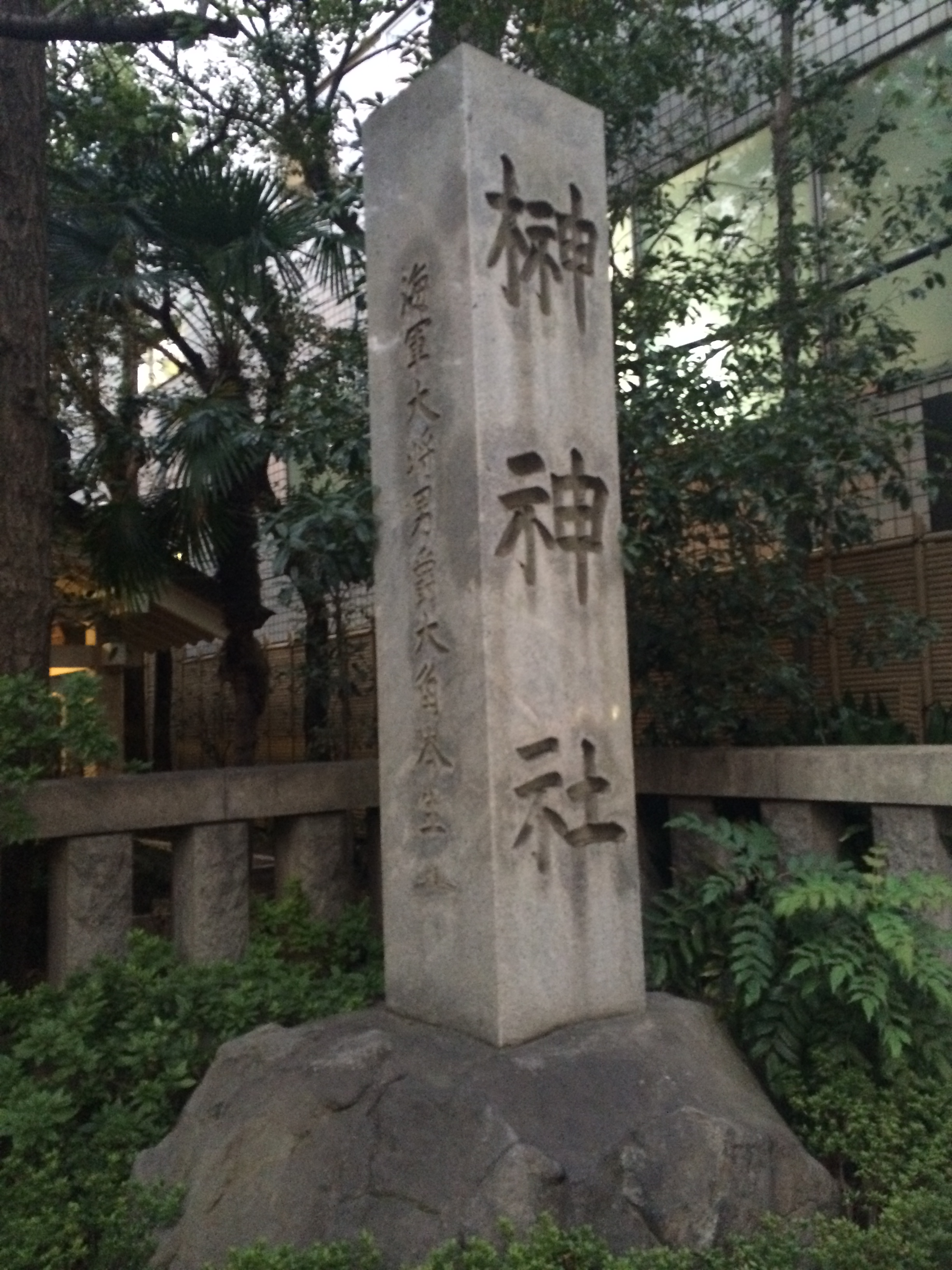
社号標（正面鳥居横）
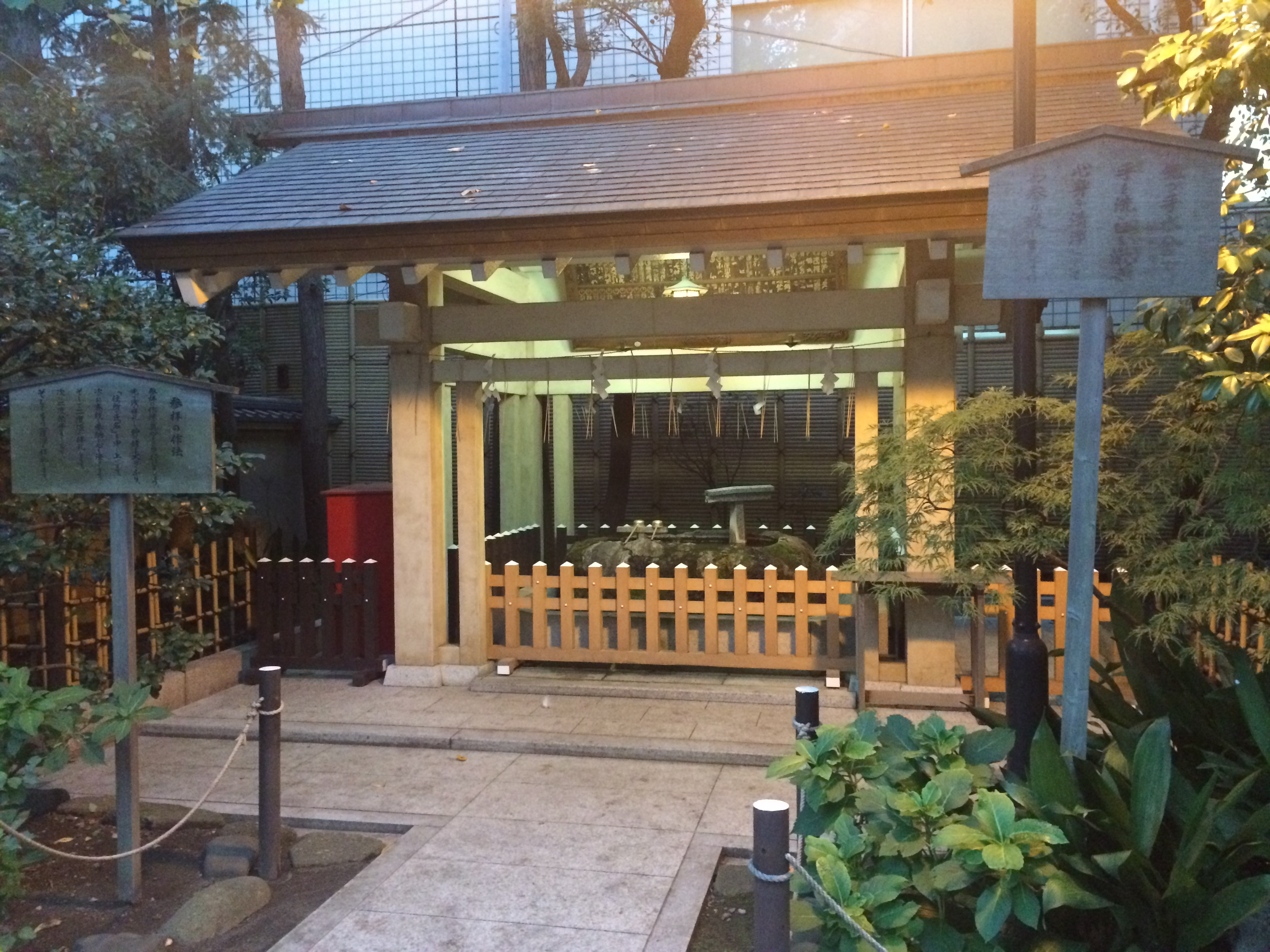
手水舎

境内社
- 七福稲荷神社
- 事比羅神社・豊受神社
- 繁盛稲荷社

その他
- 宝物庫
- 井戸

## 祭礼
- 例祭は毎年6月の第1土・日曜日。大祭は隔年[2]。
  - 宮神輿は台輪幅4尺2寸の千貫神輿で、近隣の鳥越神社の御本社宮神輿に次ぐ大きさを誇る。

## 氏子地域
台東区蔵前一丁目全域、二丁目1～13番、三丁目1～5･7･9･12･13番、四丁目1～17･19～22番
台東区浅草橋一丁目9･18･30番、三丁目18～28番
台東区柳橋一丁目1･5･9～16･20･22･25～31番、二丁目16～22番
台東区寿三丁目1～16番

## 遷座歴
- 江戸時代、埋め立て用の土を得るため鳥越の山を崩す際に蔵前に移る。
- 享保4年（1719年）、現柳橋一丁目の地に移る。
- 昭和3年（1928年）、現在の地（後述参照）に移る。

## 所在地
- 現在：東京都台東区蔵前一丁目4番3号
現在の所在地には、かつて官立の図書館浅草文庫があった。浅草文庫は明治14年（1881年）5月に閉館、その後は東京職工学校（後に東京高等工業学校、現東京工業大学）の校地となっていた。関東大震災後に東京高等工業学校が目黒区大岡山へ移転したことから、昭和3年（1928年）にはその跡地の一部（同校正門付近）に当社が遷座（移転）し現在に至る。

### 交通
- 都営地下鉄浅草線・大江戸線「蔵前駅」より徒歩約6分
- 都営地下鉄浅草線・JR総武線「浅草橋駅」より徒歩約6分